# Campionati mondiali giovanili di nuoto sincronizzato 1999
I VI Campionati mondiali giovanili di nuoto sincronizzato si sono svolti in Colombia dal 7 all'11 luglio 1999. Le sedi di gara sono state a Cali.

## Medagliere
| Posiz. | Nazione | Oro | Argento | Bronzo | Totale |
| ------ | ------- | --- | ------- | ------ | ------ |
| 1      | Russia  | 3   | 0       | 0      | 3      |
| 2      | Cina    | 0   | 2       | 0      | 2      |
| 3      | Francia | 0   | 1       | 0      | 1      |
| 4      | Italia  | 0   | 0       | 3      | 3      |
| Totale | Totale  | 3   | 3       | 3      | 9      |

## Risultati
| Evento       | Oro                 | Argento         | Bronzo          |
| Stile libero |                     |                 |                 |
| Singolo      | Anastasija Davydova | Charlotte Fabre | Lorena Zaffalon |
| Duo          | Russia              | Cina            | Italia          |
| Squadra      | Russia              | Cina            | Italia          |